# ピター・リムジャロェーンラット
ピター・リムジャロェーンラット (タイ語: พิธา ลิ้มเจริญรัตน์, ラテン文字転写: Pita Limjaroenrat、1980年9月5日 - ) は、タイの政治家・実業家。前進党党首(初代)、前進党顧問会長、人民代表院議員(2期)。 
2023年7月、総選挙時に活動休止中の放送局「iTV」の株式4万2000株を保有していたことがメディア企業の株式を持つ候補者の立候補を禁じている憲法や下院議員選挙法に違反するとして、選挙管理委員会が憲法裁に判断を付託。憲法裁は判断を下すまで議員資格の一時停止を命じた。
2024年1月、憲法裁判所は憲法違反にはあたらないとして議員への復帰を認めた。